# Glarus
Glarus (francouzsky Glaris, italsky Glarona, rétorománsky Glaruna) je hlavním městem stejnojmenného kantonu ve Švýcarsku. Leží na řece Linth v předhůří Glarnských Alp. Žije zde přibližně 12 tisíc obyvatel.
K 1. lednu 2011 byly k městu přičleněny obce Ennenda, Netstal a Riedern.
V roce 1861 ve městě vypukl požár, který zničil značnou část města. Symbolem města je novorománský městský kostel. Mezi hlavní ekonomická odvětví ve městě dřevařský a textilní průmysl, výroba plastů a tiskařství.

## Geografie
Město se nachází v zeměpisném středu stejnojmenného kantonu na řece Linth a na úpatí hory Vorderglärnisch, která je vysoká přibližně 2300 m. Nejvyšším bodem obce je 2914 m vysoký Bächistock, který je součástí masivu Glarnských Alp. Sousedními obcemi jsou Glarus Nord a Glarus Süd (v kantonu Glarus) a Muotathal a Innerthal (v kantonu Schwyz).
Před rokem 2011 činila rozloha katastru města 69,2 km². Z toho 23 % bylo využito k zemědělským účelům, 31,4 % bylo zalesněno a 2,7 % tvořila zastavěná plocha. Zbylá část území (42,9 %) byla neproduktivní (převážně hory).
Po začlenění obcí Ennenda, Netstal a Riedern v roce 2011 dosáhla rozloha 103,6 km².

## Historie

Letecký pohled na Glarus (1953)

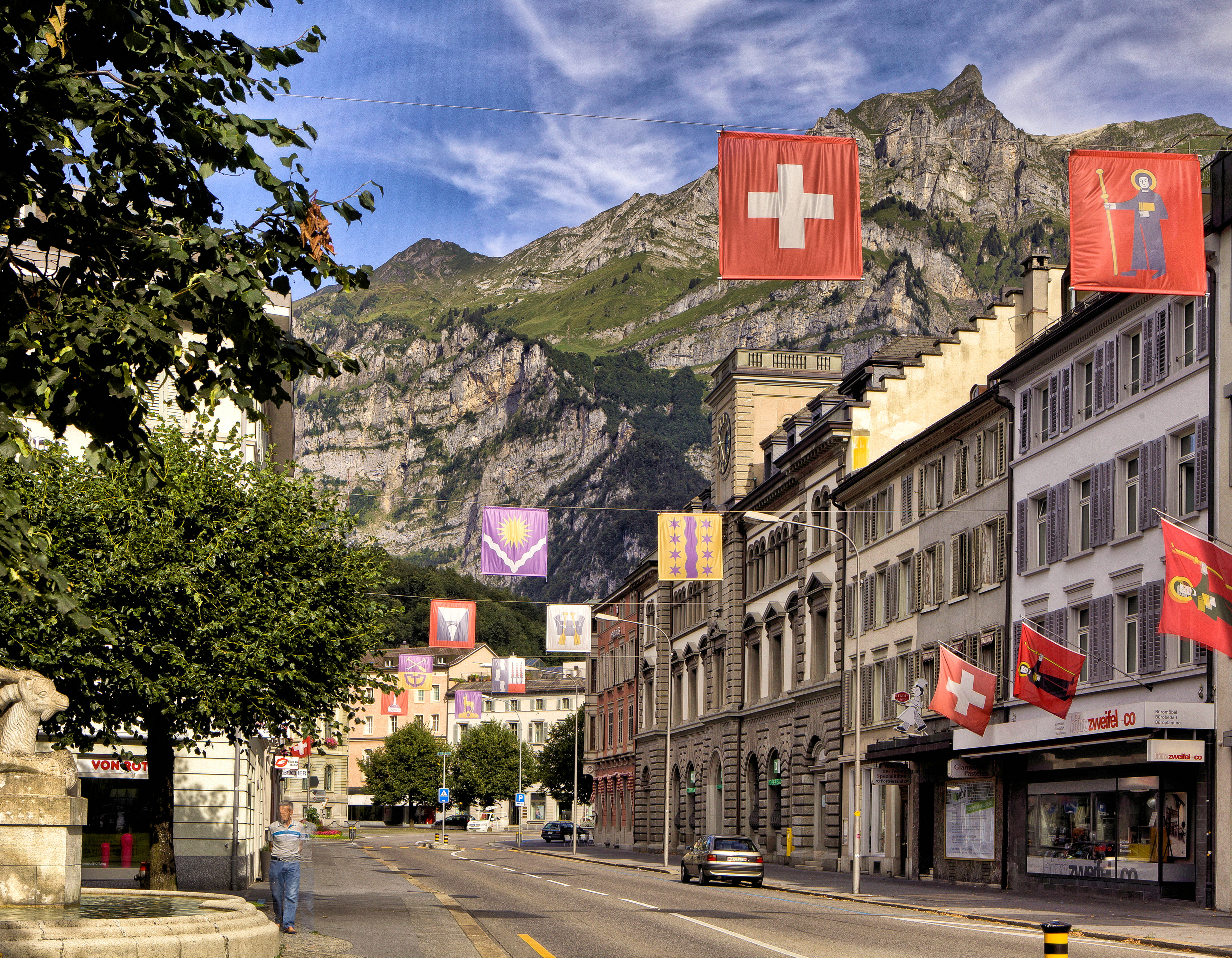
Hlavní třída

První písemná zmínka o místě Clarona pochází z 8. století z příběhu o životě svatých Felixe a Reguly. Název pravděpodobně pochází z latinského základu *ad clārōnam. V roce 1178 byl poprvé zmíněn německy jako Glarus.
Až do konce 14. století patřila velká část glaruské půdy k panství kláštera Säckingen, dokud se z něj obyvatelé nevykoupili. V roce 1387 se zde konalo první Landsgemeinde, lidové shromáždění, které zde existuje do současnosti a koná se obvykle první květnovou neděli. Glarus se stal hlavním městem údolí Linthu z rozhodnutí zemského sněmu v roce 1419, protože zde dlouho stál jediný kostel v údolí. V letech 1506–1516 byl v Glarusu oblíbeným katolickým knězem pozdější reformátor Ulrich Zwingli. Vojáci z Glarusu byli najímáni jako žoldáci po celé Evropě. Švýcarská konfederace byla zapletena do několika rozdílných válečných tažení s jejími sousedy (Francouzi, Habsburky a Papežským státem) – Zwingli se důrazně postavil na stranu Říma. Na oplátku ho papež Julius II. ocenil poskytnutím pravidelné penze. Zwingli se zhostil role kaplana v několika italských válečných taženích, včetně bitvy u Novary v roce 1513. Nicméně zničující porážka Švýcarska v bitvě o Marignano způsobila změnu nálady v oblasti Glarus. Občané se začali přiklánět spíše na stranu Francouzů, než papeže. Zwingli jako papežův partyzán se ocitl v obtížné situaci a rozhodl se ustoupit do Einsiedelnu.

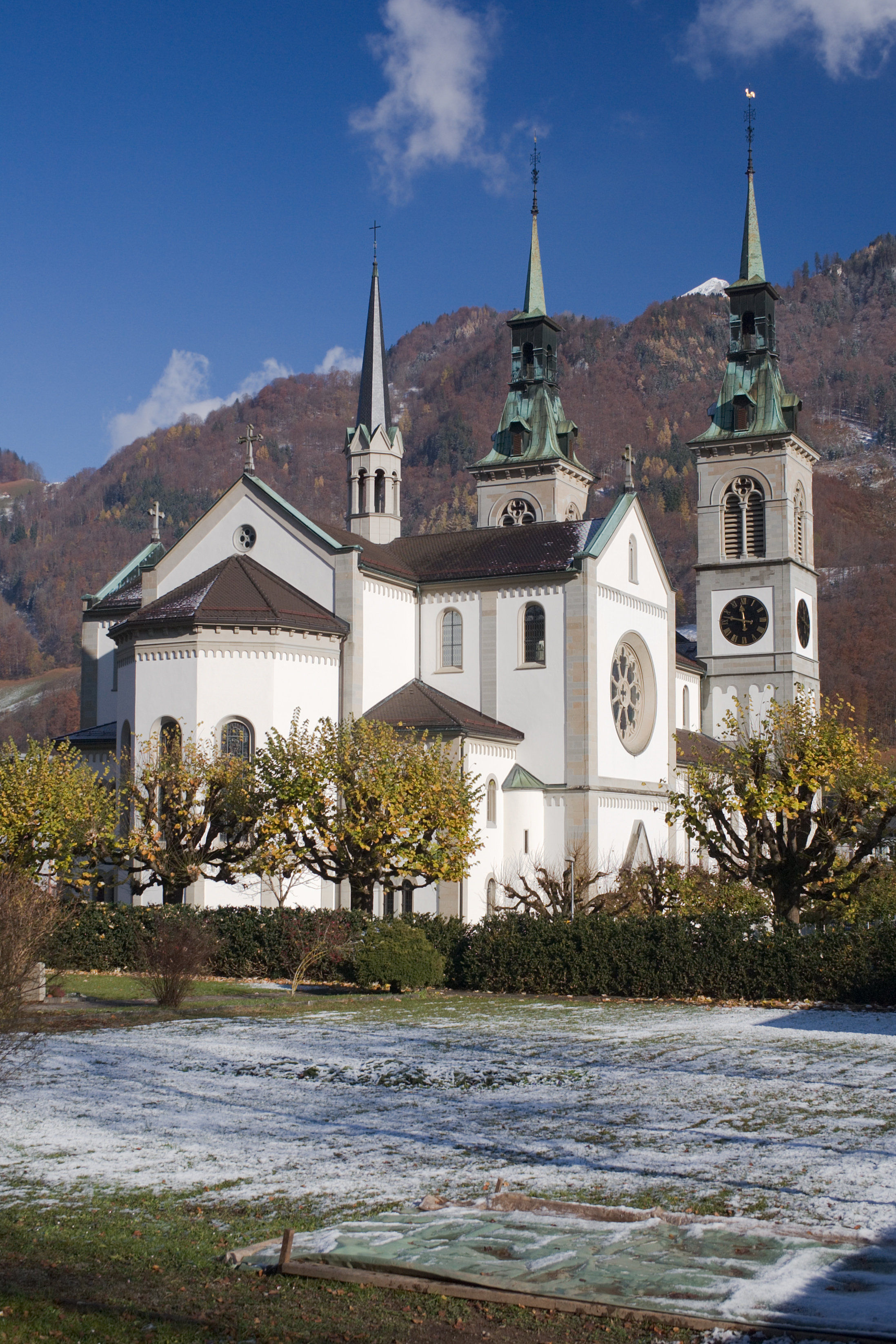
Kostel v Glarusu, postavený v roce 1861 po velkém požáru

V roce 1528 získala reformace v Glarusu základnu, spravovanou z Curychu Zwinglim. I přesto, že deset let v Glarusu kázal, zůstalo město silně katolické. Nicméně díky druhé válce o Kappel v roce 1531 byla katolíkům a protestantům dána práva zvolit si svou vlastní víru. To vedlo k tomu, že obě náboženské skupiny využívaly městský kostel současně, což vedlo k nespočtu problémů. V osmnáctém století obě skupiny městský kostel stále sdílely, ale již měly své vlastní vedení.
Mezi lety 1522 až 1555 byl Valentin Tschudi prvním protestantským pastorem, umírněným reformátorem a prostředníkem mezi oběma konfesemi. V letech 1555 až 1570 ho ve funkci faráře vystřídal Fridolin Brunner, který předtím provedl reformaci v několika glaruských vesnicích.
Během helvétského období (1798–1803) byl Glarus hlavním městem kantonu Linth. V roce 1803 byl kanton Linth rozpuštěn a Glarus se stal hlavním městem menšího stejnojmenného kantonu.
Železniční trať z Weesenu, postavená společností Vereinigte Schweizerbahnen (VSB), byla do města Glarus dokončena v roce 1859. Prodloužení do Schwandenu a Linthalu bylo otevřeno roku 1879. Po zestátnění roku 1902 připadla trať Švýcarským spolkovým drahám (SBB).
V roce 1861 zpustošil město ničivý požár, který zničil velkou část města. Okolo dvou třetin města (593 budov) bylo spáleno na popel. Rekonstrukce probíhala velmi rychle podle urbanistického plánu založeného na pravoúhlé síti. Tento typ urbanistického plánování, známý především ze Spojených států, byl zvolen proto, aby se předešlo dalším požárům tohoto druhu.
V roce 1894 byl k ochraně pracovníků zaveden a v Glarus následně představen pracovní zákon. Zákon zakazoval pracovníkům pracovat déle, než 12 hodin denně.

## Obyvatelstvo
V roce 2020 mělo město přibližně 12 500 obyvatel. V roce 2007 bylo 23,7 % obyvatel cizí národnosti.
Růst populace za posledních 10 let dosáhl hodnoty 7,4 %. Většina populace (v roce 2000) mluvila německy (86,0 %), druhým nejčastějším jazykem byla italština (4,8 %) a třetím albánština (2,6 %)
Glarus měl v roce 2005 nezaměstnanost pouze 2,01 %. Ve stejném roce bylo zaměstnáno 49 lidí v primárním ekonomickém sektoru, působilo v něm 17 firem. V sekundárním sektoru bylo zaměstnáno 552 lidí a působilo v něm 78 firem. 3 232 lidí bylo zaměstnáno v sektoru terciárním (410 firem).
Historické znázornění vývoje:
| rok  | populace  | Občané Švýcarska | % německy hovořící | % Protestanti | % Katolíci |
| ---- | --------- | ---------------- | ------------------ | ------------- | ---------- |
| 1554 | cca 1 550 |                  |                    |               |            |
| 1682 | cca 1 200 |                  |                    |               |            |
| 1777 | cca 2 400 |                  |                    |               |            |
| 1837 | 4 094     |                  |                    |               |            |
| 1850 | 4 082     | 3 960            |                    | 86,0 %        | 14,0 %     |
| 1870 | 5 485     | 5 204            |                    | 77,7 %        | 22,6 %     |
| 1888 | 5 357     | 4 968            | 98,1 %             | 71,6 %        | 28,0 %     |
| 1900 | 4 877     | 4 424            | 97,5 %             | 74,2 %        | 25,6 %     |
| 1910 | 5 123     | 4 471            | 94,8 %             | 70,8 %        | 28,7 %     |
| 1930 | 5 269     | 4 858            | 97,7 %             | 70,5 %        | 29,2 %     |
| 1950 | 5 724     | 5 376            | 96,2 %             | 68,0 %        | 31,4 %     |
| 1970 | 6 189     | 5 215            | 86,9 %             | 60,5 %        | 38,9 %     |
| 1990 | 5 728     | 4 723            | 86,1 %             | 51,9 %        | 42,4 %     |
| 2000 | 5 556     | 4 379            | 86,0 %             | 45,4 %        | 37,7 %     |

## Doprava
Železniční stanice Glarus se nachází na trati z Weesenu do Linthalu. Staví v ní expresní vlak Glarner Sprinter, který pokračuje až do Curychu, a regionální vlakové spoje mezi Rapperswilem a Linthalem. Na území města se nachází další dvě zastávky, a to v Ennendě a Netstalu.

## Počasí
V období 1961 až 1990 propršelo v Glarus průměrně 148,2 dnů v roce a průměrně spadlo 1 416 mm srážek. Nejvlhčí měsíc byl srpen, během kterého na Glarus spadlo v průměru 177 mm srážek. Během nejvlhčího měsíce proprší v průměru 14,7 dne. Měsíc s nejvyšším počtem deštivých dnů byl červen s průměrem 15,1 dne, ale pouze se 164 mm srážek.
Naopak za nejsušší měsíc byl označován leden s průměrem 84 mm srážek za 14,7 dnů.

## Galerie

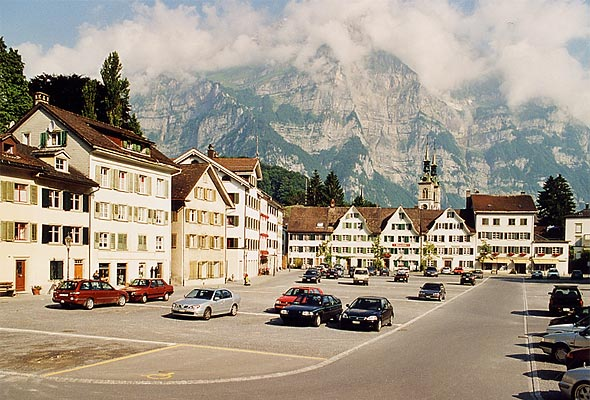
Centrum města
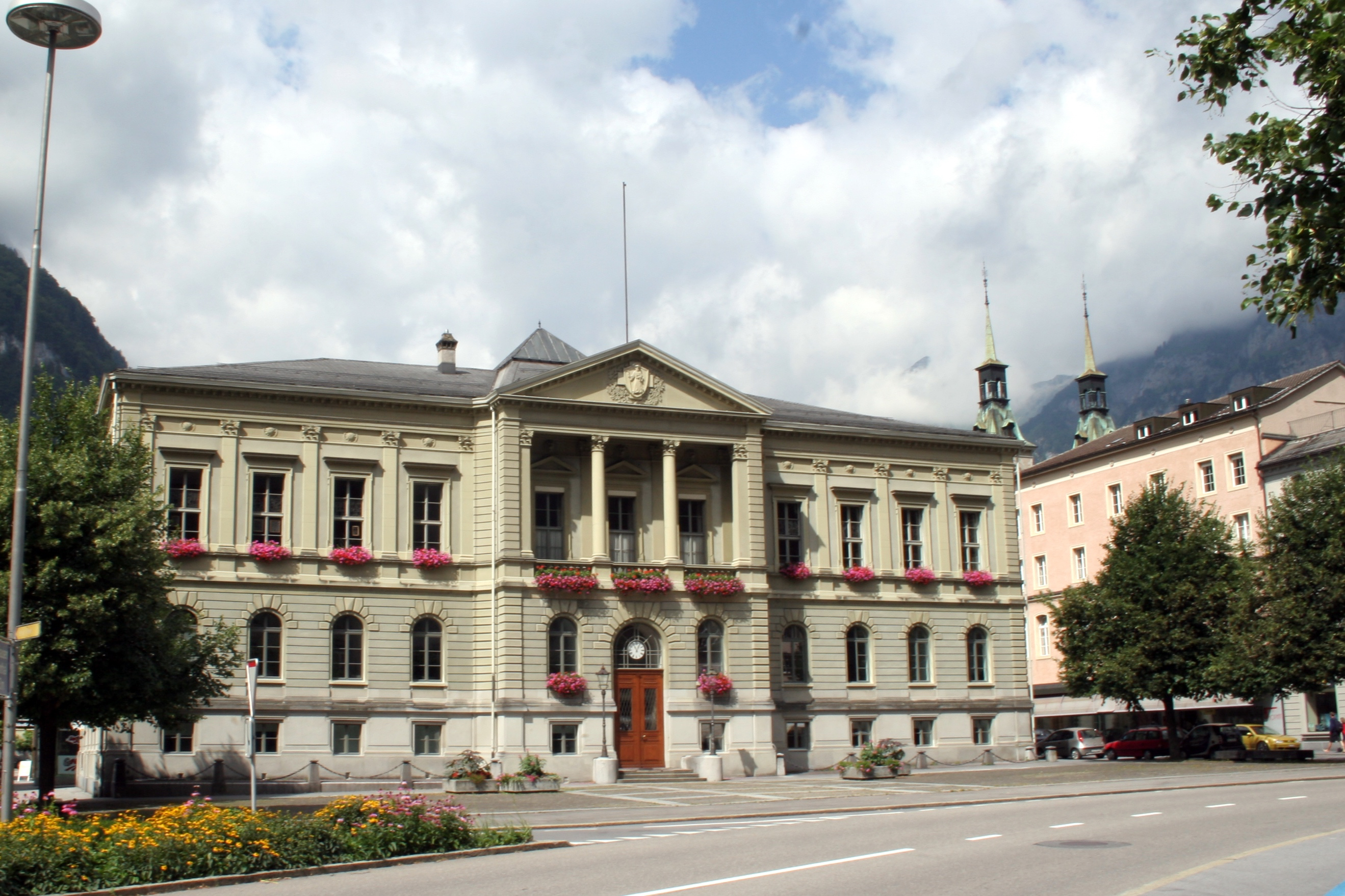
Kantonální parlament
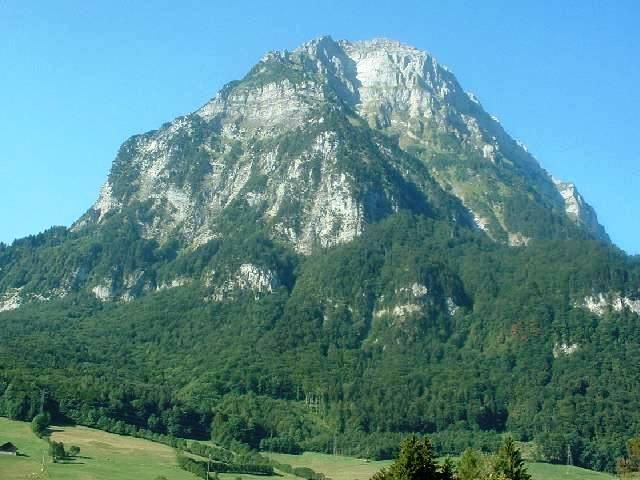
Glärnisch
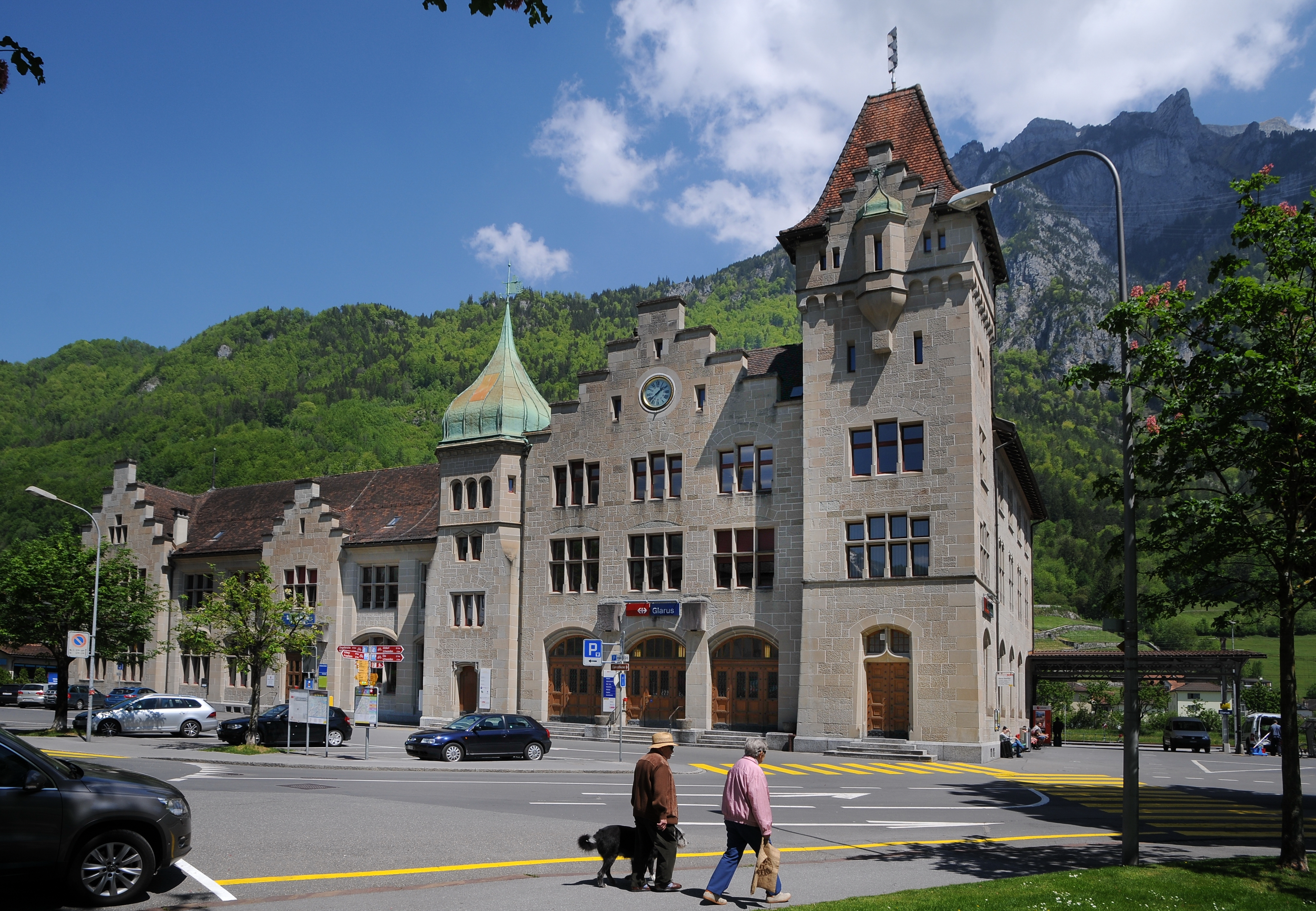
Železniční stanice Glarus

## Partnerská města
- Kobryn
- Nový Glarus, Wisconsin
- Rožňava
- Wiesbaden-Biebrich